# C/1978 T3 (Bradfield)
C/1978 T3 (Bradfield) ist ein Komet, der im Jahr 1978 nur mit optischen Hilfsmitteln beobachtet werden konnte.

## Entdeckung und Beobachtung
Der Komet war noch unbeobachtet bereits am 15. September 1978 von der Erde aus gesehen in nur knapp 1,5 Grad° Abstand an der Sonne vorbeigegangen. Er wurde dann am Morgen des 11. Oktober 1978 (Ortszeit) von William A. Bradfield in Australien mit einem 150-mm-f/5,5-Refraktor entdeckt. Es war seine achte Kometenentdeckung, nur acht Monate nach seiner letzten. Er hatte in diesem Zeitraum insgesamt 75 Stunden nach Kometen gesucht. Bradfield schätzte die Helligkeit des Kometen zu 9 mag. Bereits am folgenden Tag konnte die Entdeckung von zwei weiteren Beobachtern in Australien bestätigt werden.
Während sich der Komet bereits wieder von der Sonne entfernte, näherte er sich noch weiter der Erde und wanderte für Beobachter dort hoch in den Südhimmel. Bis Ende Oktober erreichte seine Helligkeit 8 mag. Die letzte Beobachtung erfolgte bereits am 20. November 1978 durch Tsutomu Seki in Japan bei nur noch 16 mag Helligkeit.
Die rasche Helligkeitsabnahme des Kometen gegen Ende seiner Beobachtung könnte darauf hindeuten, dass er sich auflöste.

## Umlaufbahn
Für den Kometen konnte aus 14 Beobachtungen über einen Zeitraum von 26 Tagen eine elliptische Umlaufbahn bestimmt werden, die um rund 138° gegen die Ekliptik geneigt ist. Die Bahn des Kometen verläuft damit schräg gestellt zu den Bahnebenen der Planeten, er durchläuft seine Bahn gegenläufig (retrograd) zu ihnen. Im sonnennächsten Punkt der Bahn (Perihel), den er am 29. September 1978 durchlaufen hat, befand er sich mit etwa 64,6 Mio. km Sonnenabstand im Bereich der Umlaufbahn des Merkur. Bereits am 15. August war der Komet dem Mars bis auf etwa 115,1 Mio. km nahegekommen und am 22. September war mit 32,2 Mio. km Distanz die größte Annäherung an den Merkur erfolgt. Am 26. Oktober ging er in etwa 39,8 Mio. km an der Venus vorüber und zwei Tage später kam er am 28. Oktober der Erde bis auf etwa 60,5 Mio. km (0,40 AE) nahe.
Für den Kometen konnte wegen der wenigen Beobachtungen zunächst keine geschlossene Bahnform berechnet werden. Dennoch konnte von E. Everhart und B. Marsden eine Abschätzung darüber getroffen werden, wie die Bahn des Kometen während seiner Passage des inneren Sonnensystems beeinflusst wurde.
Nach den (mit relativ großen Ungenauigkeiten behafteten) Bahnelementen der JPL Small-Body Database und ohne Berücksichtigung nicht-gravitativer Kräfte hatte seine Bahn einige Zeit vor der Passage des inneren Sonnensystems eine Exzentrizität von etwa 0,99989 und eine Große Halbachse von etwa 3900 AE, so dass seine Umlaufzeit bei etwa 240.000 Jahren lag. Durch nahe Vorbeigänge am Saturn am 4. September 1978 in etwa 8 ¾ AE und am Jupiter am 27. September 1978 in knapp 5 AE Abstand, wurde durch die Anziehungskräfte der Planeten die Bahnexzentrizität auf etwa 0,99995 und die Große Halbachse auf etwa 8800 AE vergrößert, so dass sich seine Umlaufzeit auf etwa 800.000 Jahre erhöht (falls der Komet noch existiert und sich nicht aufgelöst hat). Diese Angaben besitzen allerdings aufgrund der wenigen Beobachtungsdaten eine hohe Unsicherheit.